# Silicon Valley Football Classic
Le Silicon Valley Football Classic (SVFC), également connu comme le Silicon Valley Bowl ou le Silicon Valley Classic, était un match annuel de football américain de niveau universitaire, reconnu par la NCAA et se jouant après la saison régulière.
Le match a eu lieu de 2000 à 2004, au Spartan Stadium dans le campus sud de l'Université d'État de San José à San José, en Californie.
Il mettait en présence une équipe issue de la Western Athletic Conference et de la Pacific-10 Conference.
L’événement a été initialement retransmis au niveau national sur la chaîne Fox Sports Net et par la suite sur ESPN2.

## Histoire
L'édition initiale se joue le 31 décembre 2000 et met en présence les équipes des Falcons de l'Air Force aux Bulldogs de Fresno State. Le stade est rempli à 80 %.
Les Falcons de l'Air Force coachés par Fisher DeBerry présentaient un bilan en saison régulière de 8 victoires pour 3 défaites.
Les Bulldogs de Fresno State coachés par Pat Hill présentaient un bilan en saison régulière de 7 victoires pour 4 défaites.
L'Air Force gagne le match 37 à 34.
Menés 34 à 7 à la mi-temps, les Bulldogs reviennent à 3 points mais alors qu'il ne reste plus que 14 secondes à jouer, plutôt que de convertir un field goal leur permettant de revenir à égalité, l'équipe décide de tenter de gagner le match. Malheureusement pour eux, la tentative de feinte sur le field goal échoue (passe non complétée de Jason Simpson vers Giachino Chiaramonte) et donne la victoire à l'Air Force. 
La dotation était de 1,2 M. US$ par équipe. 
| Quart-temps  | 1  | 2  | 3  | 4  | Total |
| ------------ | -- | -- | -- | -- | ----- |
| Fresno State | 7  | 0  | 13 | 14 | 34    |
| Air Force    | 19 | 15 | 3  | 0  | 37    |

La 2e édition se joue le 31 décembre 2001 et met en présence les équipes des Spartans de Michigan State aux Bulldogs de Fresno State. Le stade est pratiquement comble.
Les Spartans de Michigan State coachés par Bobby Williams présentent un bilan en saison régulière de 6 victoires pour 5 défaites.
Les Bulldogs de Fresno State coachés par Pat Hill présentent un bilan en saison régulière de 11 victoires pour 2 défaites.
Le match débute à 12:13 heure locale, sous un ciel ensoleillé, une température de 20 °C avec un vent de 16 à 24 km/h.
Michigan State gagne le match 44 à 35 dirigé par l'arbitre principal Clair Gausman.
De futures joueurs de NFL ont participé au match soit : QB David Carr (531 yards et 4 TDs), Jeff Smoker, Charles Rogers, TJ Duckett, et Bernard Berrian,.
| Quart-temps    | 1  | 2  | 3 | 4 | Total |
| -------------- | -- | -- | - | - | ----- |
| Fresno State   | 14 | 7  | 7 | 7 | 35    |
| Michigan State | 17 | 20 | 0 | 7 | 44    |

La 3e édition se joue le 31 décembre 2002 et met en présence les équipes des Yellow Jackets de Georgia Tech aux Bulldogs de Fresno State. Il y a peu de spectateurs à cause des mauvaises conditions météorologiques et aussi par le fait que très peu de supporters de Georgia Tech aient fait le déplacement.
Les Yellow Jackets de Georgia Tech coachés par Chan Gailey présentent un bilan en saison régulière de 7 victoires pour 5 défaites.
Les Bulldogs de Fresno State coachés par Pat Hill présentent un bilan en saison régulière de 8 victoires pour 5 défaites.
Pour sa 3e participation consécutive, Fresno State gagne le match sur le score de 30 à 21. L'équipe n'avait plus gagné de match d'après saison depuis le Freedom Bowl de 1992 (victoire contre Southern California).
| Quart-temps  | 1 | 2  | 3  | 4  | Total |
| ------------ | - | -- | -- | -- | ----- |
| Fresno State | 3 | 10 | 7  | 10 | 30    |
| Georgia Tech | 7 | 0  | 14 | 0  | 21    |

La 4e édition met en présence les Bruins d'UCLA et à nouveau les Bulldogs de Fresno State. C'était la 6e rencontre entre ces deux équipes et la 1re victoire des Bulldogs .
Les Bruins d'UCLA coachés par Karl Dorrell présentent un bilan en saison régulière de 6 victoires pour 6 défaites au même titre que l'équipe des Huskies de Washington, ces deux équipes faisant partie de la WAC. Le choix des organisateurs se portera sur les Bruins, ceux-ci ayant battu Huskies en saison régulière.
Les Bulldogs de Fresno State coachés par Pat Hill présentent un bilan en saison régulière de 8 victoires pour 5 défaites, au même titre que l'équipe des Golden Hurricane de Tulsa. Cette dernière choisi de participer à l'Humanitarian Bowl ce qui permet à Fresno State de revenir pour la 4e année consécutive au SVFC. 
Le match dirigé par l'arbitre principal David Witvoet issu de la Big Ten voit la victoire de Fresno State sur le score de 17 à 9. Le stade n'est rempli qu'à 64 % de sa capacité. La NCAA décide après la saison 2003 que pour les saisons suivantes les stades devraient à l'avenir être remplis au moins à 70 % de leur capacité sous peine de ne plus pouvoir organiser de bowl.
| Quart-temps  | 1  | 2 | 3 | 4 | Total |
| ------------ | -- | - | - | - | ----- |
| Fresno State | 14 | 3 | 0 | 0 | 17    |
| UCLA         | 0  | 7 | 2 | 0 | 9     |

La dernière édition met en présence les Trojans de Troy et les Huskies de Northern Illinois.
Le match est dirigé par l'arbitre principal Joe Rider issu de l'ACC. La dotation est de 720,000 US $ par équipe.
Normalement, les équipes disputant le SVFC devaient être issues des conférences WAC et Pac-10. Ces conférences n'ayant pas assez d'équipe éligible, un accord est trouvé pour que la Mid-American Conference y envoie une équipe éligible soit Northern Illinois. De plus, pour la WAC, Fresno State aurait dû à nouveau être invité mais ses dirigeants ayant accepté l'invitation de participer au MPC Computers Bowl, c'est l'équipe de Troy issue de la Sun Belt Conference qui accepte l'invitation. 
Les Trojans de Troy coachés par Larry Blakeney présentaient un bilan en saison régulière de 7 victoires pour 4 défaites. Ils participent à leur 1er bowl universitaire puisqu'ils n'ont rejoint la Div-1 de la NCAA qu'en 2001 et la Sun Belt Conference qu'en 2004.
Les Huskies de Northern Illinois coachés par Joe Novak présentaient un bilan en saison régulière de 8 victoires pour 3 défaites. 
Northern Illinois gagne le match sur le score de 34 à 21
| Quart-temps       | 1  | 2  | 3 | 4 | Total |
| ----------------- | -- | -- | - | - | ----- |
| Northern Illinois | 14 | 10 | 3 | 7 | 34    |
| Troy              | 14 | 0  | 0 | 7 | 21    |

## Palmarès[14]
| Dates            | Vainqueurs                | Scores  | Perdants                    | Assistances | Conférences    |
| ---------------- | ------------------------- | ------- | --------------------------- | ----------- | -------------- |
| 31 décembre 2000 | Air Force Falcons         | 37 - 34 | Fresno State Bulldogs       | 26 542      | MWC - WAC      |
| 31 décembre 2001 | Michigan State Spartans   | 44 - 35 | Fresno State Bulldogs       | 30 456      | Big 10 - WAC   |
| 31 décembre 2002 | Fresno State Bulldogs     | 30 - 21 | Georgia Tech Yellow Jackets | 10 132      | WAC - ACC      |
| 30 décembre 2003 | Fresno State Bulldogs     | 17 - 09 | UCLA Bruins                 | 20 126      | WAC - Pac-10   |
| 30 décembre 2004 | Northern Illinois Huskies | 34 - 21 | Troy Trojans                | 21 456      | MAC - Sun Belt |

## Meilleurs joueurs (MVPs)[14]
| Saisons   | Joueurs             | Postes  | Équipes           |
| --------- | ------------------- | ------- | ----------------- |
| SVFC 2000 | Mike Thiessen       | QB      | Air Force         |
| SVFC 2000 | Tim Skipper         | LB      | Fresno State      |
| SVFC 2001 | Charles Rogers      | WR      | Michigan State    |
| SVFC 2001 | Nick Myers          | DL      | Michigan State    |
| SVFC 2001 | Bryce McGill        | Éq. Sp. | Fresno State      |
| SVFC 2002 | Rodney Davis        | RB      | Fresno State      |
| SVFC 2002 | Jason Stewart       | DL      | Fresno State      |
| SVFC 2003 | Rodney Davis        | RB      | Fresno State      |
| SVFC 2003 | Garrett McIntyre    | DL      | Fresno State      |
| SVFC 2004 | Dewhitt Betterson   | RB      | Troy              |
| SVFC 2004 | Lionel Hickenbottom | DB      | Northern Illinois |

## Statistiques par conférences[14]
| Rangs | Conférences | Gagnés | Perdus |
| ----- | ----------- | ------ | ------ |
| 1     | WAC         | 2      | 2      |
| 2     | Big 10      | 1      | 0      |
| 2     | MWC         | 1      | 0      |
| 2     | MAC         | 1      | 0      |
| 5     | ACC         | 0      | 1      |
| 5     | Pac-10      | 0      | 1      |
| 5     | Sun Belt    | 0      | 1      |

## Statistiques par équipes[14]
| Rangs | Équipes           | Gagnés | Perdus |
| ----- | ----------------- | ------ | ------ |
| 1     | Fresno State      | 2      | 2      |
| 2     | Air Force         | 1      | 0      |
| 2     | Michigan State    | 1      | 0      |
| 2     | Northern Illinois | 1      | 0      |
| 5     | Georgia Tech      | 0      | 1      |
| 5     | Troy              | 0      | 1      |
| 5     | UCLA              | 0      | 1      |